# 크리스마스에 기적을 만날 확률
《크리스마스에 기적을 만날 확률》(일본어: 東京ゴッドファ-ザ-ズ)은 2003년 11월 8일에 개봉이 되었고, 곤 사토시가 감독을 맡은 애니메이션 영화이다.

## 출연진
- 오카모토 야야 - 미유키 목소리 역
- 우메가키 요시아키 - 하나 목소리 역
- 이스카 쇼조 - 오오타 목소리 역
- 카토 세이조 - 엄마 목소리 역
- 이시마루 히로야 야스오 목소리 역
- 에모리 토오루 : 긴 목소리 역
- 사이카치 류지 : 로진 목소리 역
- 야라 유사쿠 : 미유키 노 치치 목소리 역
- 노토 마미코 : 키오코 목소리 역
- 오오츠카 아키오 : 이샤 목소리 역
- 코야마 리키야 : 신로 목소리 역

## 수입사
- GKIDS
- 데이지엔터테인먼트, 히스토리필름[3]

## 참고 사항
- 영화 초반부에 콘 사토시 감독의 전작 퍼펙트 블루와 천년여우의 포스터가 나오고, 영화 중반엔 삼계탕 이라고 써진 한글 간판도 살짝 지나간다.

## 같이 보기
- 크리스마스 영화 목록